# Нэш, Джон Форбс
Джон Форбс Нэш-младший (англ. John Forbes Nash, Jr.; 13 июня 1928, Блуфилд, Западная Виргиния — 23 мая 2015,
Монро, Нью-Джерси) — американский математик, работавший в области теории игр, дифференциальной геометрии и изучения уравнений в частных производных. Его теории широко используются в экономике.
Лауреат Нобелевской премии по экономике 1994 года за «Анализ равновесия в теории некооперативных игр» (вместе с Райнхардом Зельтеном и Джоном Харсаньи). Джон Нэш — единственный человек, удостоенный премии по экономике памяти Альфреда Нобеля и Абелевской премии.
В 1959 году у Нэша начали проявляться явные признаки психического заболевания, он провёл несколько лет в психиатрических больницах, проходя лечение от параноидной шизофрении. После 1970 года его состояние стало постепенно улучшаться, что позволило ему вернуться к работе в середине 1980-х годов. Его борьба с болезнью и выздоровление легли в основу биографии учёного «Игры разума», написанной Сильвией Назар, а также одноимённого фильма с Расселом Кроу в роли Нэша.

## Биография
Родился в строгой протестантской семье. Отец работал инженером-электриком в компании Appalachian Electric Power, мать до замужества проработала 10 лет школьной учительницей. Джон был крещён в Епископальной церкви. У него была младшая сестра Марта (родилась 16 ноября 1930 года).
Нэш посещал детский сад и государственную школу и учился по книгам, предоставленным его родителями, бабушкой и дедушкой. Особыми успехами он не отличался, а математику вообще не любил — в школе её преподавали скучно. Когда Нэшу было 14 лет, к нему в руки попала книга Эрика Т. Белла «Творцы математики». «Прочитав эту книгу, я сумел сам, без посторонней помощи, доказать малую теорему Ферма», — писал Нэш в автобиографии.

### Учёба
После школы последовала учёба в Политехническом институте Карнеги (ныне частный Университет Карнеги — Меллона), где Нэш пробовал изучать химию, прослушал курс международной экономики, а потом окончательно утвердился в решении заняться математикой. В 1947 году, окончив институт с двумя дипломами — бакалавра и магистра, — он поступил в Принстонский университет. Институтский преподаватель Нэша Ричард Даффин снабдил его одним из самых лаконичных рекомендательных писем. В нём была всего одна строчка: «Он — математический гений» (англ. He is a mathematical genius).

### Работа
В Принстоне Джон Нэш услышал о теории игр, в ту пору только представленной Джоном фон Нейманом и Оскаром Моргенштерном. Теория игр заинтересовала Нэша, и уже в 20 лет он сумел создать основы научного метода, сыгравшего огромную роль в развитии мировой экономики. В 1949 году 21-летний учёный написал диссертацию о теории игр. Сорок пять лет спустя он получил за эту работу Нобелевскую премию по экономике «за фундаментальный анализ равновесия в теории некооперативных игр».
В 1950—1953 годах Нэш опубликовал четыре революционные работы в области игр с ненулевой суммой. Он обнаружил возможность «некооперативного равновесия», при которой обе стороны используют стратегию, приводящую к устойчивому равновесию. Этот результат получил впоследствии название «равновесие Нэша». За свою 28-страничную диссертацию о некооперативных играх Нэш получил в 1950 году докторскую степень.
В 1951 году он поступил на работу в Массачусетский технологический институт (МТИ). Джон написал ряд статей по вещественной алгебраической геометрии и теории римановых многообразий, которые были высоко оценены современниками.
В 1954 году он был арестован полицией Санта-Моники за непристойное поведение в мужской раздевалке на пляже. Обвинение вскоре было снято, но Нэш был лишён допуска к секретным проектам в корпорации RAND, где он работал консультантом по совместительству.

### Болезнь и личная жизнь
В 1952 году у Джона Нэша завязались отношения с Элеанорой Стир, медсестрой из Бостона. Спустя год Элеанора родила сына, Джона Дэвида Стира. Джон Нэш не захотел признать отцовства, пара рассталась. Впоследствии, когда Джон Дэвид стал взрослым, были попытки восстановить отношения отца и сына, но без особого успеха.
По прошествии недолгого времени после расставания с Элеанорой Стир Джон Нэш стал встречаться со студенткой, сальвадорской красавицей Алисией Лард. В 1957 году они поженились. В июле 1958 года журнал Fortune назвал Нэша восходящей звездой Америки в «новой математике». Вскоре жена Нэша забеременела, и это совпало с болезнью Нэша — у него появились симптомы шизофрении. Джону на тот момент было 30 лет, а Алисии — 26. Девушка пыталась скрыть всё происходящее от друзей и коллег, желая спасти карьеру Нэша. Ухудшение состояния мужа всё сильнее угнетало её. В мае 1959 года родился сын Джон Чарльз Мартин Нэш. В этот период Нэш лишился работы. Через некоторое время он был принудительно помещён в частную психиатрическую клинику в пригороде Бостона, McLean Hospital, где ему поставили диагноз «параноидная шизофрения» и подвергли психофармакологическому лечению. Адвокату Нэша удалось добиться его освобождения из госпиталя через 50 дней. После выписки Нэш решил уехать в Европу. Алисия оставила новорождённого сына у своей матери и последовала за мужем. Нэш пытался получить статус политического беженца во Франции, Швейцарии и ГДР и отказаться от американского гражданства. Биограф математика Сильвия Назар сообщает, что в марте 1960 года Нэш посетил Лейпциг и проживал несколько дней в семье Турмеров, пока власти принимали решение о его статусе. Наконец властям США удалось добиться возвращения Нэша — он был арестован французской полицией и депортирован в США. По возвращении Джон и Алисия обосновались в Принстоне, где женщина нашла работу. Но болезнь Нэша прогрессировала: он постоянно чего-то боялся, говорил о себе в третьем лице, писал бессмысленные почтовые карточки, звонил бывшим коллегам. Они терпеливо выслушивали его бесконечные рассуждения о нумерологии и состоянии политических дел в мире.
В январе 1961 года полностью подавленная Алисия, мать Джона и его сестра Марта поместили Джона в Trenton State Hospital в Нью-Джерси. В течение следующих девяти лет он проводил периоды в психиатрических больницах, где лечился антипсихотическими препаратами и принимал инсулиновую терапию. После выписки из Trenton State Hospital коллеги Нэша из Принстона решили помочь ученому, предложив ему работу в качестве исследователя, однако Джон опять отправился в Европу, на этот раз один. Домой он отправлял загадочные письма. В 1962 году, после трёх лет смятения, Алисия развелась с Джоном. При поддержке матери она вырастила сына сама. Впоследствии у него также развилась шизофрения.
Коллеги-математики продолжали помогать Нэшу — они дали ему работу в университете и устроили встречу с психиатром, который выписал антипсихотические лекарства. Состояние Нэша улучшилось, и он стал проводить время с Алисией и своим первым сыном Джоном Дэвидом. «Это было очень обнадёживающее время, — вспоминает сестра Джона Марта. — Это был достаточно долгий период. Но затем все стало меняться». Джон перестал принимать лекарства, опасаясь, что они могут вредить мыслительной активности, и симптомы шизофрении вернулись.
В 1970 году семья воссоединилась. В последующие годы Нэш продолжал ходить в Принстон, записывая на досках странные формулы. Студенты Принстона прозвали его «Фантомом».
В 1980-х годах Нэшу стало заметно лучше — симптомы отступили, и он стал активнее участвовать в общественной жизни. Болезнь, к удивлению врачей, стала отступать. На самом деле Нэш стал учиться не обращать на неё внимания и вновь занялся математикой.
Исследователь писал в автобиографии: «Сейчас я мыслю вполне рационально, как всякий учёный. Не скажу, что это вызывает у меня радость, какую испытывает всякий выздоравливающий от физического недуга. Рациональное мышление ограничивает представления человека о его связи с космосом».

### Признание
11 октября 1994 года Нэш получил Нобелевскую премию в области экономики «За анализ равновесия в теории некооперативных игр».
Однако он был лишён возможности прочитать традиционную Нобелевскую лекцию в Стокгольмском университете, так как организаторы опасались за его состояние. Вместо этого был организован семинар (с участием лауреата), на котором обсуждался его вклад в теорию игр. После этого Джон Нэш всё же был приглашён прочитать лекцию в Уппсальском университете. По словам приглашавшего его профессора Математического института Уппсальского университета Кристера Кисельмана, лекция была посвящена космологии.
В 2001 году, через 38 лет после развода, Джон и Алисия вновь поженились. Нэш вернулся на своё рабочее место в Принстоне, где продолжил заниматься математикой.
В 2008 году Джон Нэш выступил с докладом на тему «Ideal Money and Asymptotically Ideal Money» на международной конференции «Game Theory and Management» в Высшей школе менеджмента Санкт-Петербургского государственного университета.
В 2015 году Джон Нэш получил высшую награду по математике — Абелевскую премию — за вклад в теорию нелинейных дифференциальных уравнений. Джон Форбс Нэш стал первым человеком в мире, который был удостоен обеих престижных наград — как Нобелевской, так и Абелевской премий.

### Гибель
Джон Нэш погиб 23 мая 2015 года (на 87 году жизни) вместе с супругой, Алисией Нэш (ей было 82 года), в автомобильной катастрофе в штате Нью-Джерси. Водитель такси, в котором ехали супруги, потерял управление при обгоне и врезался в разделительный барьер. Обоих непристёгнутых пассажиров выбросило наружу при ударе, и приехавшие медики констатировали смерть на месте происшествия. Водитель такси был отправлен в госпиталь с травмой, не угрожающей жизни.

## В популярной культуре
В 1998 году американская журналистка (и профессор деловой журналистики Колумбийского университета) Сильвия Назар написала ставшую бестселлером биографию Нэша «A Beautiful Mind: The Life of Mathematical Genius and Nobel Laureate John Nash» («Игры разума. История жизни гениального математика и лауреата Нобелевской премии Джона Нэша»).
В 2001 году под руководством Рона Ховарда по мотивам книги был снят фильм «A Beautiful Mind». Фильм получил четыре «Оскара» (за лучший фильм, лучший адаптированный сценарий, режиссуру и актрису второго плана), награду «Золотой глобус», а также отмечен несколькими призами BAFTA.

### Книги
- Проблема торгов = The Bargaining Problem. — 1950.
- Некооперативные игры = Non-cooperative Games. — 1951.

### Статьи
- Real algebraic manifolds // Ann. Math. — 1952. — Vol. 56. — P. 405—421.
- C1-isometric imbeddings // Ann. Math. — 1954. — Vol. 60. — P. 383—396.
- Continuity of solutions of parabolic and elliptic equations // Amer. J. Math. — 1958. — Vol. 80. — P. 931—954.

### Переведённые на русский
- Дж. Нэш. C1-изометрические вложения // Математика. — 1957. — Т. 1, № 2. — С. 3—16.
- Дж. Нэш. О непрерывности решений параболических и эллиптических уравнений // Математика. — 1960. — Т. 4, № 1. — С. 31—52.
- Дж. Нэш. Проблема вложений для римановых многообразий // УМН. — 1971. — Т. 26, № 4(160). — С. 173—216.
- Дж. Нэш. Аналитичность решений задач о неявной функции с аналитическими исходными данными // УМН. — 1971. — Т. 26, № 4(160). — С. 217—226.